# Borolia leucogramma
Borolia leucogramma là một loài bướm đêm trong họ Noctuidae.